# Alfie (film 1966)
Alfie  è un film del 1966 diretto da Lewis Gilbert, vincitore del Premio speciale della giuria al 19º Festival di Cannes.

## Trama
Nella "Swinging London" degli anni sessanta, Alfie è un giovanotto sui 30 anni che fa l'autista di limousine per guadagnarsi da vivere. Usa e getta le donne con estrema facilità e disinvoltura e di ciò va molto fiero, finché un giorno gli accade qualcosa che lo fa maturare.

## Riconoscimenti
Nel 1999 il British Film Institute l'ha inserito al 33º posto della lista dei migliori cento film britannici del XX secolo.

## Colonna sonora
La colonna sonora originale del film non conteneva il celebre brano musicale eponimo Alfie, scritto da Burt Bacharach e Hal David. Il brano venne inserito solo nelle ristampe successive a causa del successo riscosso presso il pubblico.

## Edizione italiana
Nell'edizione italiana, curata dalla CDC è presente una leggera censura.

## Remake
Nel 2004 è uscito un remake con Jude Law come protagonista.

## Riconoscimenti
- Festival di Cannes 1966: Premio speciale della giuria
- National Board of Review Awards 1966: miglior attrice non protagonista (Vivien Merchant)
- Golden Globe 1967: miglior film straniero in lingua inglese
- Kansas City Film Critics Circle Awards 1967: miglior attore (Michael Caine)